# 2009-es tatárszentgyörgyi gyilkosság
A tatárszentgyörgyi gyilkosság 2009. február 23-án hajnalban Tatárszentgyörgy cigánytelepén történt, amikor a más, cigányok elleni bűncselekményeket is elkövető Kiss Árpád, Kiss István és Pető Zsolt egy 27 éves cigány férfit és ötéves kisfiát lelőtte, miután előzőleg felgyújtották a település szélén lévő, Fenyves soron álló házukat. A több emberen (részben 14. életévét be nem töltött személy sérelmére) elkövetett emberölés bűntette miatt indult eljárást a Nemzeti Nyomozó Iroda (NNI) vonta a hatáskörébe. Az Országos Rendőr-főkapitányság vezetője, dr. Bencze József rendőr altábornagy az ismeretlen elkövető(k) mielőbbi elfogása érdekében 10 millió forint nyomravezetői díjat tűzött ki. Az elkövetőket 2009. augusztus 21-én fogták el, majd a büntetőper végén, 2016-ban tényleges életfogytiglani szabadságvesztésre ítélték őket. A gyászoló édesapa és nagyapa, Csorba Csaba már nem érhette meg a fia és unokája gyilkosainak elítélését, ugyanis 2013 februárjában, nem sokkal a bűncselekmény negyedik évfordulója előtt elhunyt.

## Események

### Előzmények
Az elkövetők a településről egy 2007-es Magyar Gárda felvonulás kapcsán hallottak. Kiss Árpád, Kiss István és Pető Zsolt a települést, mint lehetséges célpontot számon tartották, és az előzetes terepszemle után a Fenyves sor 3. számú házat választották ki célpontként. A felnőtt áldozat élettársával és három gyermekével, Biankával, Robikával és Mátéval lakott együtt otthonukban. Berente Imréné tatárszentgyörgyi polgármester szerint az áldozatokat mindenki normális életvitelű, békés családként ismerte. Nem tudnak róla, hogy uzsorások hálójába kerültek volna, vagy hogy ellenségeik lettek volna.

### A bűncselekmény
A három elkövető 2009. február 22-én 20:30 óra körüli időben indult el Debrecenből és 23:45 óra körül érkeztek a helyszínre. Pető Zsolt és Kiss István elindult a ház irányába, míg Kiss Árpád a fák takarásában maradt. Ezt követően Pető Zsolt 23-án éjfél után, 00:20-00:25 óra körüli időben megközelítette a ház udvarra néző, a bejárati ajtótól balra elhelyezkedő nappali-előtér ablakát. Elővette a nála lévő egyik Molotov-koktélt, azt meggyújtotta, majd nagy erővel bedobta az ablakon. Ezt követően elővette és meggyújtotta a nála lévő másik Molotov-koktélt is, és az égő üveget bedobta a padlástérbe. A palackba töltött gyúlékony folyadék azonnal lángra kapott, majd a padlástérben gyorsan terjedő tűz folyamatosan átterjedt a fa tetőszerkezetre. Csorba Róbert a gyermekeihez sietve kinyitotta a bejárati ajtót, majd felkapta az ágyról a hatéves Biankát és a négy és fél éves Robikát. Mielőtt kilépett volna az ajtón, visszaszólt a házban maradó élettársának: „Várjál, mindjárt visszajövök!”
Amikor viszont kilépett a teraszra, a lesben várakozó Kiss István megcélozta őt és a Franchi öntöltős sörétes vadászpuskából kétszer egymás után rálőtt. A lövések a menekülő Csorba Róbertet a jobb oldalán, csípőtájékon találták el; a szétterjedő sörétszemek eltalálták a jobb kezében tartott Biankát is, aki így kicsúszott a kezéből. Csorba Róbert az őt ért lövéstől még nem vesztette el a cselekvőképességét, folytatta a menekülést. Időközben azonban Pető Zsolt visszalépett a ház udvari frontja irányába, elállva a menekülési útvonalát, így a vele szembe találkozó Csorba Róbert nem tudta az édesanyja háza irányába folytatni a menekülést. A sértett ekkor megfordult, és így szembe került a korábban rálövő Kiss Istvánnal.
Csorba Róbert ekkor már – mivel a kislánya a lövések következtében kicsúszott a kezéből – az addig a bal kezével tartott gyermekét, Robikát átkarolta a jobb kezével is. Így a gyermek feje a bal kezében volt, míg a jobb kezével tartotta a testét. Lényegében maga előtt tartotta, szinte vízszintes helyzetben. Miközben kereste a menekülő utat a kisfiával, Bianka – megijedve az általa is észlelt Pető Zsolttól – visszaszaladt a házukba. Ezalatt Kiss István követte a fegyverével Csorba Róberték mozgását, majd az előző lövések után szinte azonnal ismét leadott két lövést Csorba Róbertre, akit az újabb lövések már elölről és a bal oldalán találták el. Tekintettel arra, hogy az apa a gyermekét maga előtt tartotta, a sörétszemek először Robikát találták el a fején, az állán és a mellkasán.

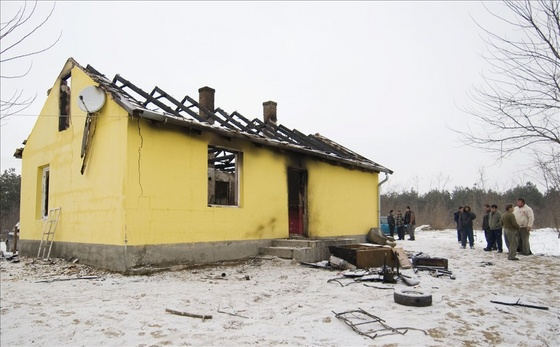
A Fenyves soron álló ház a támadás másnapján.

A lövések következtében Csorba Róbert a bejárati ajtótól kb. 5-6 méterre, annak vonalában térdre esett. Esés közben kiejtette a kezéből Robikát, aki tőle kicsit távolabb zuhant a földre. Csorba Róbert megpróbált ugyan felállni, de a lövések következtében elszenvedett sérülések miatt erre nem volt képes, és a hóban végül hasra fekve maradt. Csorba Róbert és Robika a lövési sérülések következtében perceken belül életüket vesztették.
A lövések leadását követően Kiss István és Pető Zsolt behátráltak az erdőbe, majd Kiss Árpáddal együtt visszamentek a gépkocsihoz.
Csorba Róbert halála erőszakos módon, sörétes vadászfegyverből közelről leadott, legalább két lövés által életfontos szerveken, így a szíven, a tüdőn és a májon okozott többszörös lövési sérülések miatt kialakult vérvesztéses sokk következtében állt be. Sérülései olyan súlyosak voltak, hogy életét azonnali orvosi szaksegítséggel sem lehetett volna reálisan megmenteni. Robika az őt ért, legalább két lövésből származó sörétszemek okozta sérülések következtében 42 rendbeli, az arc-és agykoponya, a mellkas és a has, valamint mindkét felső végtag lőtt sérülését szenvedte el. A sérülések vetületében az agy többszörös lőtt sérüléseit, a mellkas- és hasfal áthatoló lőtt sérüléseit, a hasüregben és a mellüregben jelentős mennyiségű vérgyülemet, a szívburok lövedék okozta sérülését, a szív balkamra falának áthatoló jellegű lőtt sérülését, a mellkasi főverőér lőtt sérülését, a jobb tüdő többszörös lőtt sérülését, a felső és alsó légutakban vért, a máj lőtt sérülését szenvedte el. Robika az elszenvedett sérüléseket követően cselekvőképességét azonnal elvesztette, és halála perceken belül bekövetkezett.
A támadás következtében Csorba Róbert és négyéves fia meghalt, a hatéves Bianka pedig maradandó sérüléseket szenvedett.

### Elfogás
Az elkövetőket 2009 augusztusában fogták el. Az elkövetők azonosításának egy fontos lépése volt, hogy a környéken korábban nem használt telefonszámokról történő hívások alapján sikerült készülékeiket beazonosítani.

## A nyomozás
A mentőkhöz 00:55 órakor érkezett az első bejelentés, a helyszínre 01:20 óra körül érkeztek. A tűzoltók úgy tájékoztatták a rendőröket, hogy rövidzárlat okozta a tüzet, a halál pedig füstmérgezés miatt állt be. A kiérkező hatóságok a bepánikolt cigányok agresszív viselkedésének köszönhetően nehezített munkakörülményeknek voltak kitéve (az egyik tűzoltó tanúvallomása szerint olyan fenyegetések hangzottak el a cigányok részéről, hogy „ha meghal, meghalsz te is”). A rendőrség eleinte balesetről beszélt, bűncselekmény gyanúja fel sem merült. Csak később ismerték fel, hogy az áldozatokat megölték. A kiszálló járőrök inkompetenciáját később a belső rendőrségi vizsgálat igazolta, a helyszínre érkező dabasi rendőrök fegyelmit kaptak. A helyszín 10 órán keresztül nem volt lezárva, nem történt nyombiztosítás, az egyik rendőr a helyszínen levizelte a nyomokat, a Csorbáékat ért lövésekről pedig először azt mondták, hogy a gerendákból kiálló szögek okozták. Az csupán később derült ki, hogy a bűncselekmény a cigánygyilkosságokként elhíresült cigányellenes támadássorozat része volt, amelyet a csoport kilenc helyszínen, 2008 és 2009 nyara között hajtott végre. A támadásokban hat ember halt meg, és öten súlyosan megsérültek.
Az NNI az elkövetők pszichológiai profiljainak megrajzolására FBI-szakértőt kért fel. A bűncselekmény elkövetése után 5 nappal a nyomozóiroda már valószínűsítette, hogy 3-4 fős csoport követte el a kettős gyilkosságot, emellett nemcsak a nagycsécsi és a tatárszentgyörgyi támadások között lehet összefüggés, de a megelőző év júliusi galgagyörki támadás is ennek a támadássorozatnak lehetett a része. Véleményük szerint néhány fős csoportban elkövetett, „politikailag független” esetről van szó, amely nem köthető szervezett szélsőséges csoporthoz.

## Az esemény emlékezete
2019. február 23-án, a gyilkosságok után 10 évvel civil megemlékezést tartottak Budapesten. A résztvevők a II. János Pál pápa téren gyülekeztek, majd beszédek után együtt átvonultak a Deák Ferenc téri evangélikus templomhoz, ahol istentiszteletet mutattak be az áldozatok emlékére.
2019. március 28-án Karácsony Gergely, Zugló polgármestere kezdeményezte a Mexikói út 32180/7 helyrajzi szám alatt található szakasz Thököly út felé eső végének Csorba Robika térre történő elnevezését. Mivel a család szerette volna ezt a kérdést tágabb körben is megbeszélni, ezt az indítványt az április 29-i testületi ülésen előterjesztőként visszavonta.